# Лёчин, Абрахам
Абрахам Лёчин (при рождении Абрахам Хансен, 16 июня 1959, Фуглафьордур, Фарерские острова) — фарерский футболист, тренер.
В ноябре 2003 года, в рамках празднования юбилея УЕФА, он получил Юбилейную награду от Футбольной Ассоциации Фарерских островов, признавшей его величайшим игроком за последние 50 лет.
Его старший сын, Боги Лёчин, также является международным фарерским футболистом и в настоящее время играет в НСИ Рунавик, в то время как средний, Карл Лёчин, играет под руководством отца в «Фуглафьёрдуре», а младший Стеффан Лёчин выступает за Б68 Тофтир.

## Клубная карьера
Лёчин является самым известным игроком «Фуглафьёрдура», так как служил этой команде на протяжении многих лет. Он также приглашался в Швецию, Данию и Францию, играл за фарерские клубы НСИ Рунавик и Б68 Тофтир.

## Карьера в сборной
Лёчин дебютировал за сборную в августе 1988 года, в товарищеском матче со сборной Исландии, первом матче страны, который признало ФИФА. Он был основным игроком для команды Фарерских островов в первые годы соревнований, сыграв в общей сложности 22 матча (38 — с товарищескими). Он провёл свой последний международный матч в сентябре 1994 года против Греции.

## Тренерская карьера
Лёчин был тренером «Фуглафьёрдура» в 2008 году. После годового перерыва он управлял клубом в сезоне 2009—10 совместно с Йоном Симонсеном. В 2011 году состоялся его третий, и пока последний приход в клуб в качестве тренера.